# Ragnimwendé Eldaa Koama
Pour les articles homonymes, voir Koama (homonymie).
 (novembre 2023).
La mise en forme du texte ne suit pas les recommandations de Wikipédia : il faut le « wikifier ».
Les points d'amélioration suivants sont les cas les plus fréquents. Le détail des points à revoir est peut-être précisé sur la page de discussion.
- Les titres sont pré-formatés par le logiciel. Ils ne sont ni en capitales, ni en gras.
- Le texte ne doit pas être écrit en capitales (les noms de famille non plus), ni en gras, ni en italique, ni en « petit »…
- Le gras n'est utilisé que pour surligner le titre de l'article dans l'introduction, une seule fois.
- L'italique est rarement utilisé : mots en langue étrangère, titres d'œuvres, noms de bateaux, etc.
- Les citations ne sont pas en italique mais en corps de texte normal. Elles sont entourées par des guillemets français : « et ».
- Les listes à puces sont à éviter, des paragraphes rédigés étant largement préférés. Les tableaux sont à réserver à la présentation de données structurées (résultats, etc.).
- Les appels de note de bas de page (petits chiffres en exposant, introduits par l'outil «  Source ») sont à placer entre la fin de phrase et le point final[comme ça].
- Les liens internes (vers d'autres articles de Wikipédia) sont à choisir avec parcimonie. Créez des liens vers des articles approfondissant le sujet. Les termes génériques sans rapport avec le sujet sont à éviter, ainsi que les répétitions de liens vers un même terme.
- Les liens externes sont à placer uniquement dans une section « Liens externes », à la fin de l'article. Ces liens sont à choisir avec parcimonie suivant les règles définies. Si un lien sert de source à l'article, son insertion dans le texte est à faire par les notes de bas de page.
- La présentation des références doit suivre les conventions bibliographiques. Il est recommandé d'utiliser les modèles {{Ouvrage}}, {{Chapitre}}, {{Article}}, {{Lien web}} et/ou {{Bibliographie}}. Le mode d'édition visuel peut mettre en forme automatiquement les références.
- Insérer une infobox (cadre d'informations à droite) n'est pas obligatoire pour parachever la mise en page.

Pour une aide détaillée, merci de consulter Aide:Wikification.
Si vous pensez que ces points ont été résolus, vous pouvez retirer ce bandeau et améliorer la mise en forme d'un autre article.
Ragnimwendé Eldaa Koama, née le 28 janvier 1994 est une conférencière et oratrice burkinabé. Elle fait partie des jeunes africaines qui rencontrent Emmanuel Macron au sommet France-Afrique en 2021.

## Biographie

### Enfance et études
Eldaa Koama est née le 28 janvier 1994. Elle est la fille unique d’une fratrie de quatre enfants. Elle grandit dans un environnement imprégné par la religion protestante. 
Eldaa a fréquenté le collège des jeunes filles de Loumbila. Après le Bac C en 2012, elle ne pourra pas se rendre au Maroc pour ses études en raison de certaines difficultés. Elle s’inscrit à l’Université Aube Nouvelle, à la faculté de l’Informatique. En 2016, major de sa promotion, elle obtient sa Licence en Ingénierie des Travaux informatique,. Ce titre lui permet de recevoir une bourse d’étude en master de la part du fondateur de Aube Nouvelle. Elle obtient donc son master 2 en management des systèmes d’information en 2019.

### Carrière professionnelle
Eldaa Koama est connue comme une conférencière, oratrice, formatrice, coach et cheffe d’entreprise. Sa passion pour l’art oratoire naît dès l’enfance. Fille de pasteur, elle doit à neuf ans prendre la parole devant un public à l’occasion de la Noël pour souhaiter la bienvenue aux parents en tant que représentante des enfants à l’Église. La passion pour l'art oratoire nait ainsi. Une fois adulte, elle s'inscrit à de nombreuses compétitions. Elle participe à des compétitions comme 10 mn pour convaincre. En 2015, elle se rend au Ghana pour une compétition en anglais. Cette année là, elle devient coach. En 2017 et en 2018, elle est finaliste au Liban à un concours d’art oratoire d'où elle sort respectivement demi-finaliste et finaliste. Toujours en 2018, elle représente le Burkina Faso à un forum sous le thème « Youth and Civic Activism » aux États-Unis et dans la même année, elle a été retenue pour la modération d’un forum des hommes et femmes d’affaires du Mali, du Burkina et du Niger au Pays-Bas. Elle participe ensuite au Championnat national des Débats oratoires au Burkina Faso comme membre du jury. En juin 2018 et 2019, elle est la plus jeune modératrice bilingue du NABC FAB Forum aux Pays-Bas.
En 2020, elle crée Improv’You, une entreprise d’évènementiels qui inscrit parmi ses objectifs la mise en relation de jeunes entrepreneurs. L’entreprise offre également des formations et oriente les pépites d’entreprises dans leurs différents choix en matière d’investissement. La même année, elle est désignée comme maitresse de cérémonie du Salon international du coton et du textile. Elle fonde ensuite « Ouagadougou Chapter » rattachée à « Founder Insitute » en collaboration avec trois autres jeunes burkinabè.
En 2021, elle participe au sommet Sommet Afrique-France à Montpellier. Lors de ce sommet, une réplique au président français la rend populaire,, :

« Cela fait près d’un siècle que votre aide se balade en Afrique. Cela ne marche pas. Sachez que l’Afrique se développera par elle-même, par le potentiel local et celui de la diaspora et certainement dans l’interdépendance avec les autres nations de la planète, mais surtout à travers des collaborations saines, transparentes, constructive »

Elle participera au 22e festival du film et forum international sur les droits humains à Genève en mars 2024 en tant qu’intervenante au café philosophique en compagnie de Uzodinma Iweala.

## Œuvres littéraires
Elle est auteure d'un livre sur l'art oratoire,,: "L'art oratoire par où commencer?",éditions  LaGazelle.

## Vie associative
Elle est présidente de l'association Fenêtre d'Afrique